# Chow Tai Fook Group
Chow Tai Fook Group или CTF Group («Чоу Тай Фук») — гонконгский частный многопрофильный конгломерат, основные интересы которого сосредоточены в сфере недвижимости, ювелирных изделий, розничной торговли и инфраструктуры. Группу контролирует семья Чэн, во главе которой стоит гонконгский миллиардер Генри Чэн и его дети.

## История
В 1929 году уроженец Шуньдэ Чоу Чиюэнь открыл в Гуанчжоу свой первый ювелирный магазин Chow Tai Fook. После начала Японо-китайской войны Чоу Чиюэнь перебрался сперва в португальский Макао, а затем — в британский Гонконг. В 1956 году управление бизнесом Чоу Чиюэня взял в свои руки его зять Чэн Ютун (также уроженец района Шуньдэ), который превратил семейный магазин в многопрофильную группу. В 1961 году Чэн Ютун построил свой первый жилой дом в районе Самсёйпоу (Коулун) и зарегистрировал в Гонконге Chow Tai Fook Jewellery Company Limited (сеть ювелирных магазинов), а в августе 1966 года основал в Гонконге компанию Chow Tai Fook Enterprises Limited. После антибританских беспорядков, охвативших Гонконг в 1967 году, сыновья Чоу Чиюэня эмигрировали в Канаду; один из них, Стивен Чоу, в 1960-х годах принимал участие в основании подразделения недвижимости группы Chow Tai Fook.
В 1970 году на базе активов в сфере недвижимости Чэн Ютун основал компанию New World Development (NWD), которая в ноябре 1972 года вышла на Гонконгскую фондовую биржу. После этого NWD скупила компании Hip Hing Construction, Vibro Limited и Kowloon Town Development Company, а также несколько крупных участков земли, и создала совместное предприятие с Sun Hung Kai Properties. В 1976 году NWD приобрела гонконгских застройщиков Kai Tak Land Investment (в 1986 году компания была переименована в New World Hotels Holdings) и Timely Enterprises. После старта в начале 1980-х годов рыночных реформ New World Development начала активно инвестировать в материковый Китай. 
В 1988 году NWD приобрела треть акционерного капитала Asia Television Limited (в 1990-х годах продала свою долю), а в 1989 году приобрела за 540 млн долл. американскую гостиничную компанию Ramada Inc. (управляла сетями Renaissance и Ramada). В 1990 году New World Development и Chow Tai Fook Enterprises выкупили New World Hotels Holdings и вывели акции компании с Гонконгской фондовой биржи. В 1993 году NWD основала компанию New World Department Store China, которая развивала сеть универмагов, и приобрела у швейцарской группы Nestlé за 1,5 млрд долл. сеть отелей Stouffer Hotels, которую объединила с брендом Renaissance. В 1995 году на фондовый рынок вышли компании New World Infrastructure и Renaissance Hotel Group. В 1997 году New World Development продала Renaissance Hotel Group с её 150 отелями американской корпорации Marriott International за 1 млрд долларов, а также передала свои доли в Macao Water и Companhia de Electricidade de Macau дочерней компании New World Infrastructure. В 1999 году NWD создала компанию New World China Land, которую вскоре вывела на Гонконгскую фондовую биржу. 
В 2002 году был основан конгломерат NWS Holdings. По состоянию на 2005 год активы CTF Group превышали 5 млрд долларов, в компаниях холдинга насчитывалось более 80 тыс. сотрудников, розничная сеть насчитывала 360 ювелирных магазинов в Китае, Гонконге и Макао. В июле 2007 года New World Department Store China Limited вышла на Гонконгскую фондовую биржу. В 2009 году NWS Holdings продал Tai Fook Securities финансовой группе Haitong Securities, которая переименовала компанию в Haitong International. В 2011 году была основана холдинговая Chow Tai Fook Jewellery Group Limited, которая управляет всем ювелирным бизнесом группы (в том же году компания вышла на Гонконгскую фондовую биржу). В 2013 году NWD продала свою долю в мобильном операторе CSL New World Mobility компании PCCW. 

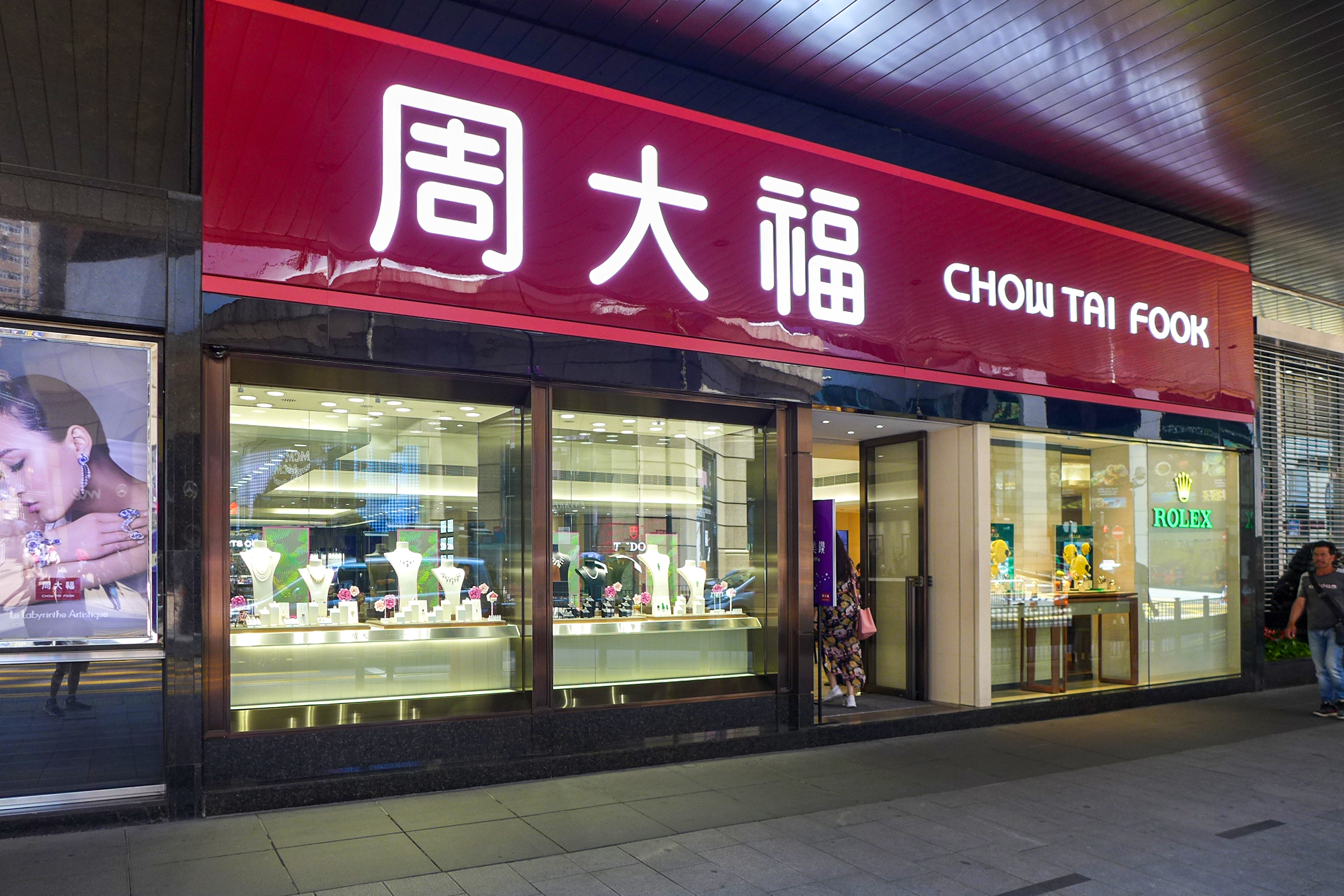
Магазин Chow Tai Fook в Гонконге
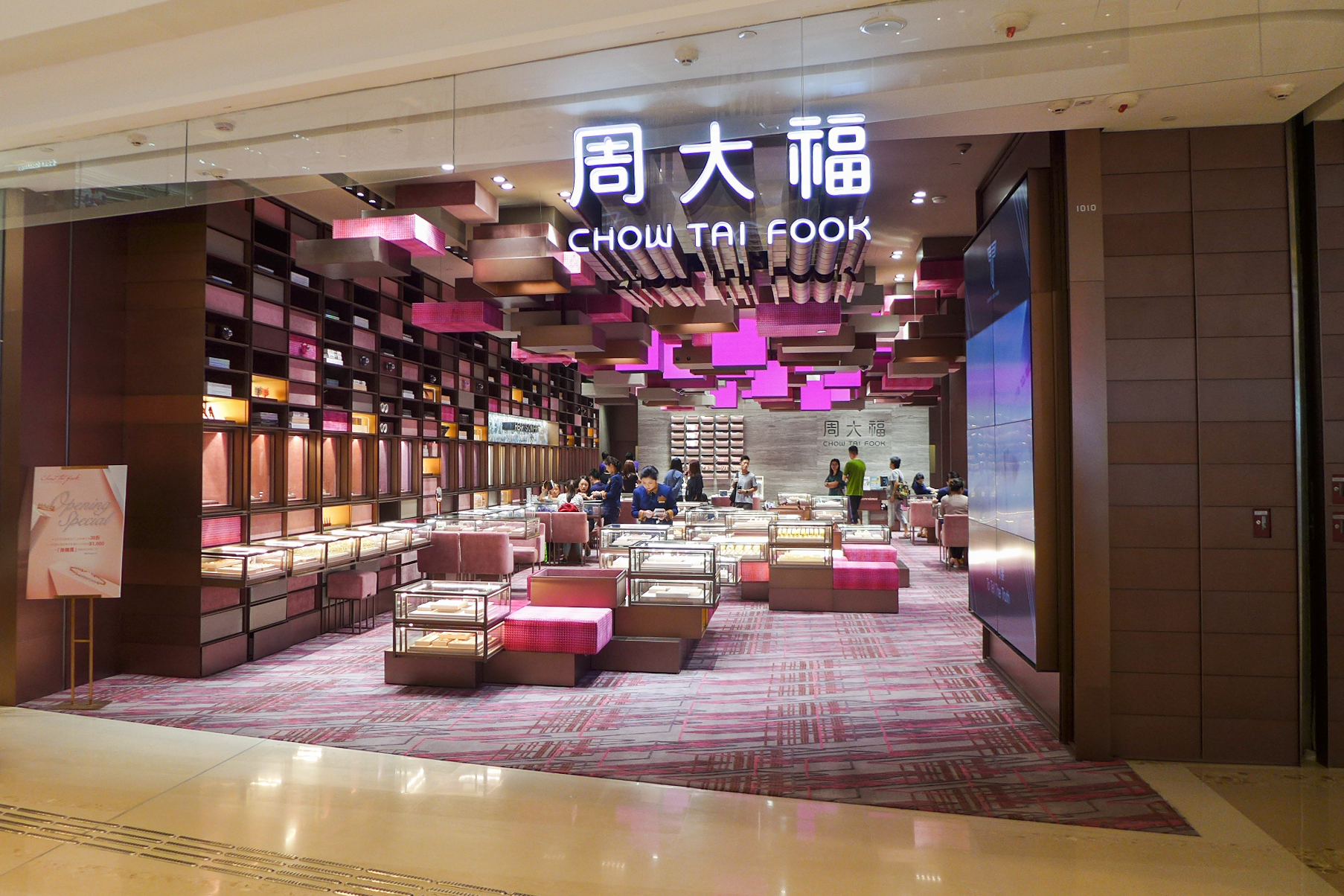
Магазин Chow Tai Fook в Гонконге
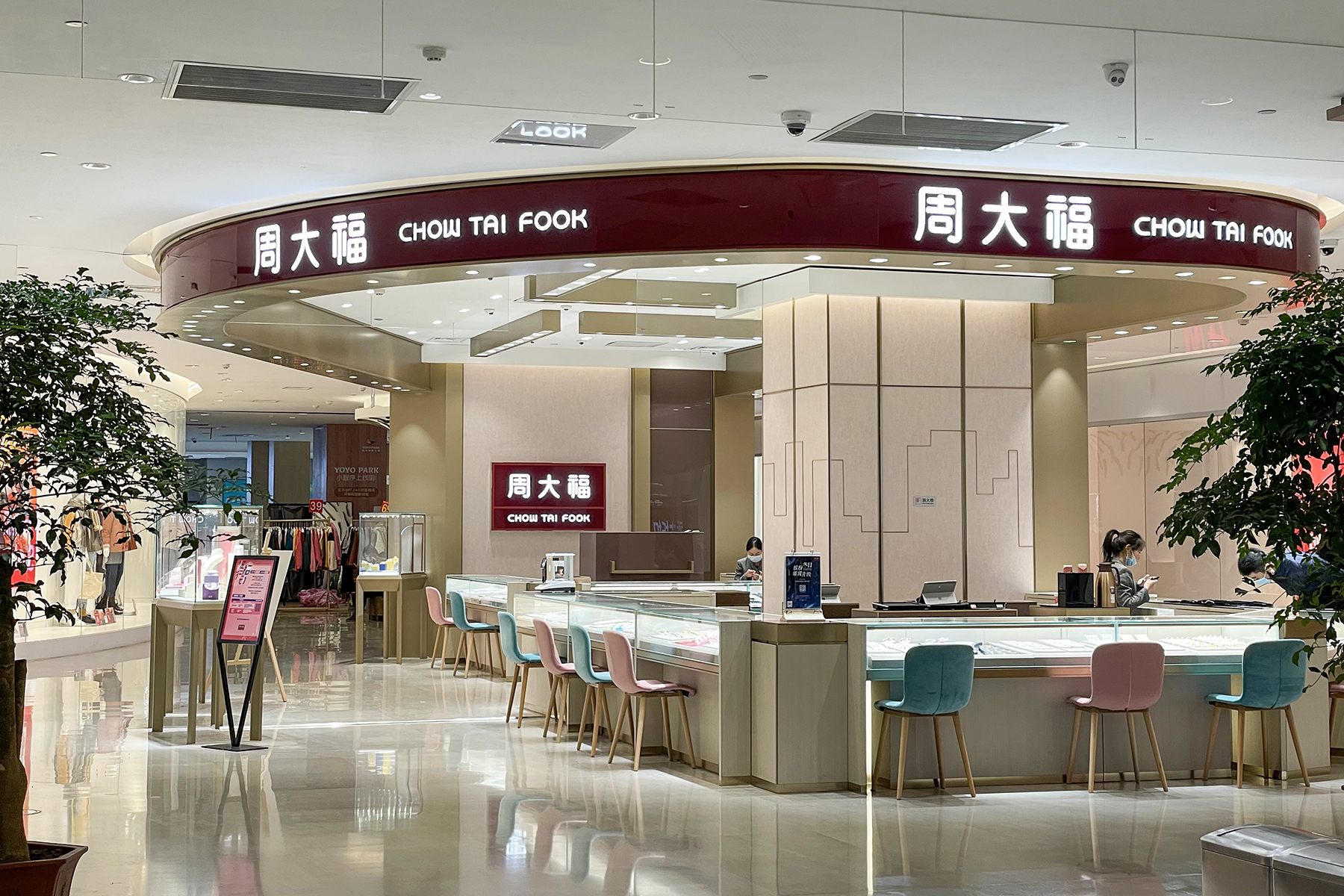
Магазин Chow Tai Fook в Чжэнчжоу
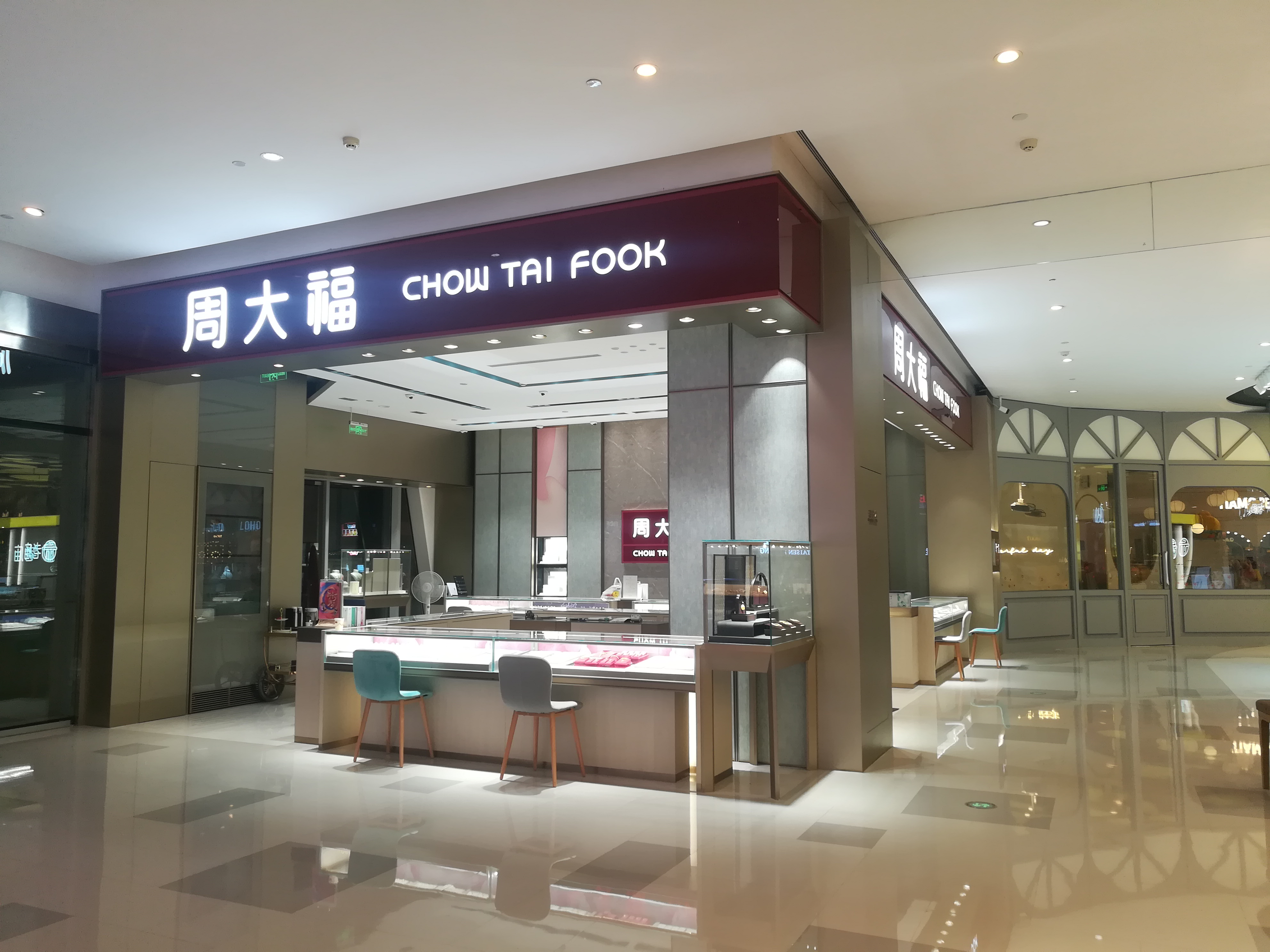
Магазин Chow Tai Fook в Чанша

В 2014 году Chow Tai Fook Jewellery приобрела американскую компанию по огранке алмазов Hearts on Fire (Бостон), а NWS Holdings продала свою долю в энергетической компании Companhia de Electricidade de Macau. В 2015 году Chow Tai Fook Enterprises приобрела у New World China Land гостиничную компанию Rosewood Hotel Group, а гонконгские отели Grand Hyatt и Renaissance Harbour View, входящие в состав комплекса Гонконгского центра конференций и выставок, перешли в совместное пользование New World Development и суверенного фонда Abu Dhabi Investment Authority (ОАЭ). В 2016 году New World Development продала New World Telecommunications и другие телекоммуникационные активы в Гонконге, Макао и Шэньчжэне компании Hong Kong Broadband Network за 650 млн гонк. долл. и поглотила ранее независимую компанию New World China Land, сняв её акции с Гонконгской фондовой биржи, а Chow Tai Fook Enterprises построила в Гуанчжоу небоскрёб CTF Finance Centre. В сентябре 2016 года скончался Чэн Ютун, который на момент смерти считался третьим богатейшим человеком Гонконга.
В 2017 году Chow Tai Fook Enterprises приобрела австралийскую компанию Alinta Energy (поставки электроэнергии и природного газа) и вторую очередь австралийской ТЭС Лой-Янг. Кроме того, в 2017 году New World Development построила в Гонконге небоскрёб Victoria Dockside. В июне 2018 года Goshawk Aviation (совместное предприятие Chow Tai Fook Enterprises и NWS Holdings) приобрела ирландскую Sky Aviation Leasing International. В 2019 году Chow Tai Fook Enterprises построила в Тяньцзине небоскрёб CTF Finance Centre. В январе 2020 года Chow Tai Fook Jewellery приобрела китайскую компанию по огранке драгоценных камней Enzo Jewelry. В мае 2020 года NWS Holdings продал судоходную компанию New World First Ferry Services китайской государственной группе Chu Kong Shipping Enterprises. В августе 2020 года NWS Holdings продал гонконгские автобусные компании Citybus и New World First Bus за 3,2 млрд гонк. долл. группе Bravo Transport.
В январе 2021 года NWS Holdings продал свою долю в совместном предприятии по очистке воды и переработке отходов в Китае французской группе Suez SA. В декабре 2022 года SMBC Aviation Capital завершила приобретение у NWS Holdings и Chow Tai Fook Enterprises лизинговой компании Goshawk Aviation (Дублин). В августе 2023 года австралийская APA Group приобрела за 1,1 млрд долл. электросети компании Alinta Energy в регионе Пилбара (штат Западная Австралия).

## Деятельность

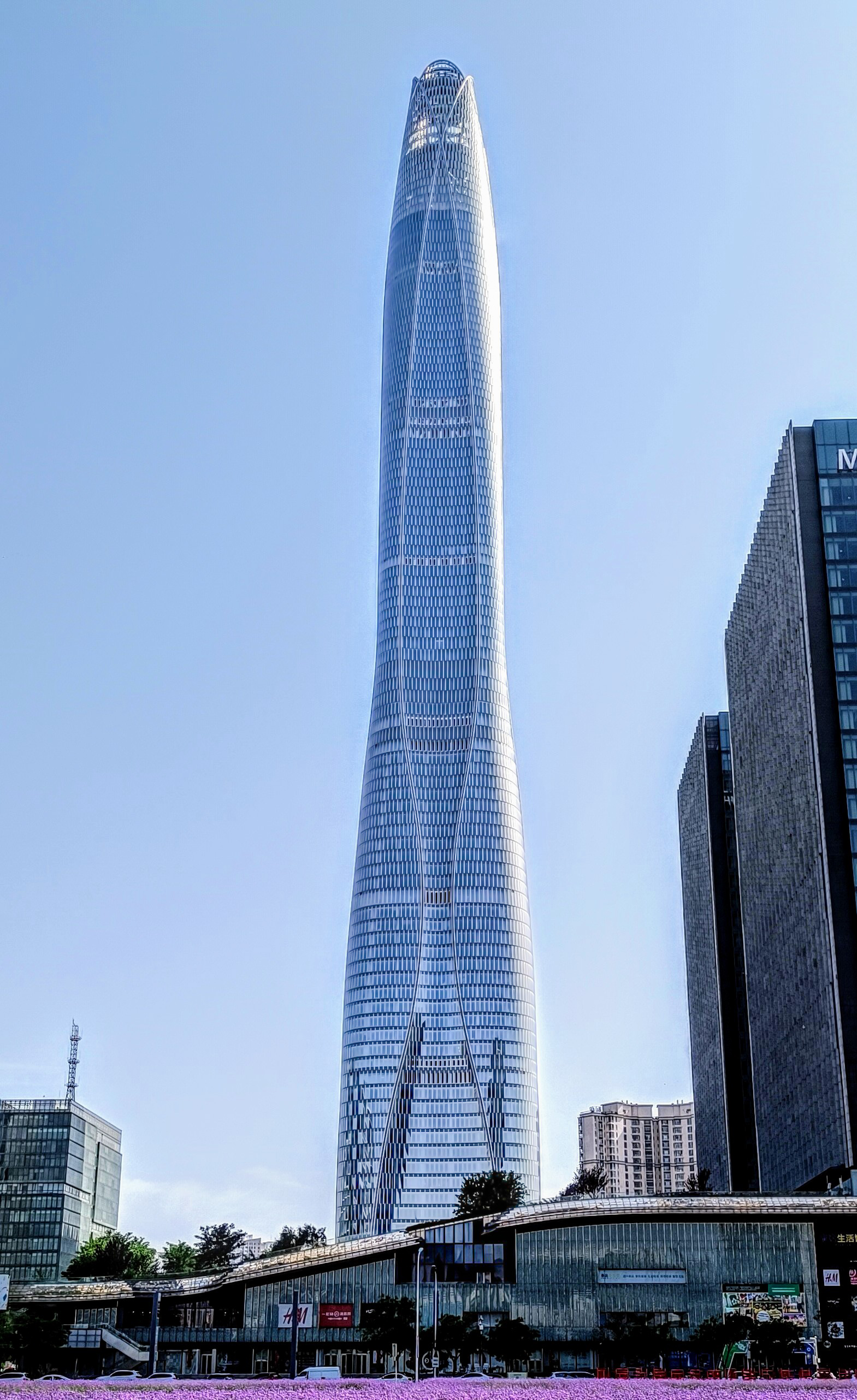
Небоскрёб CTF Finance Centre в Тяньцзине

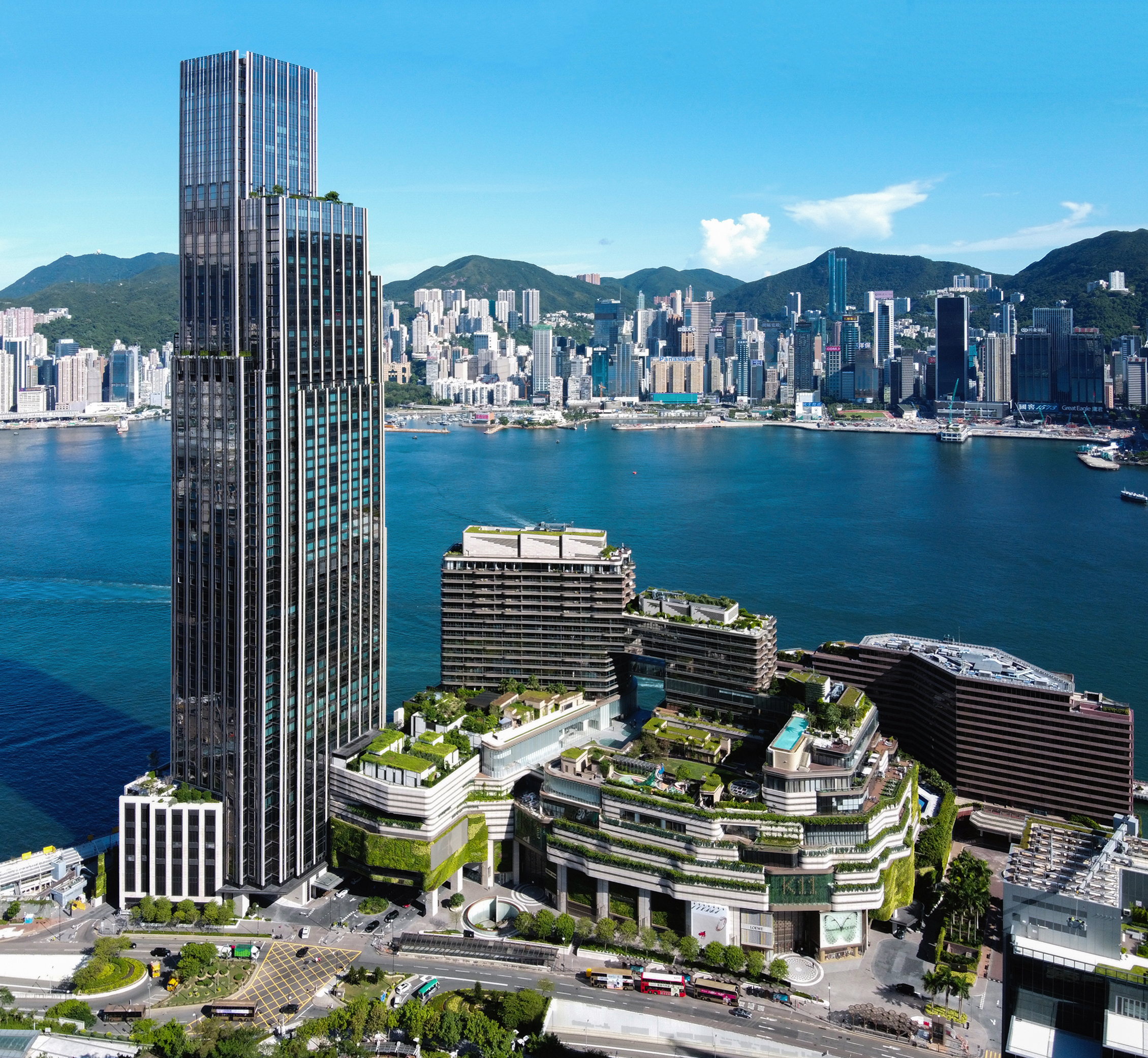
Небоскрёб Victoria Dockside в Гонконге

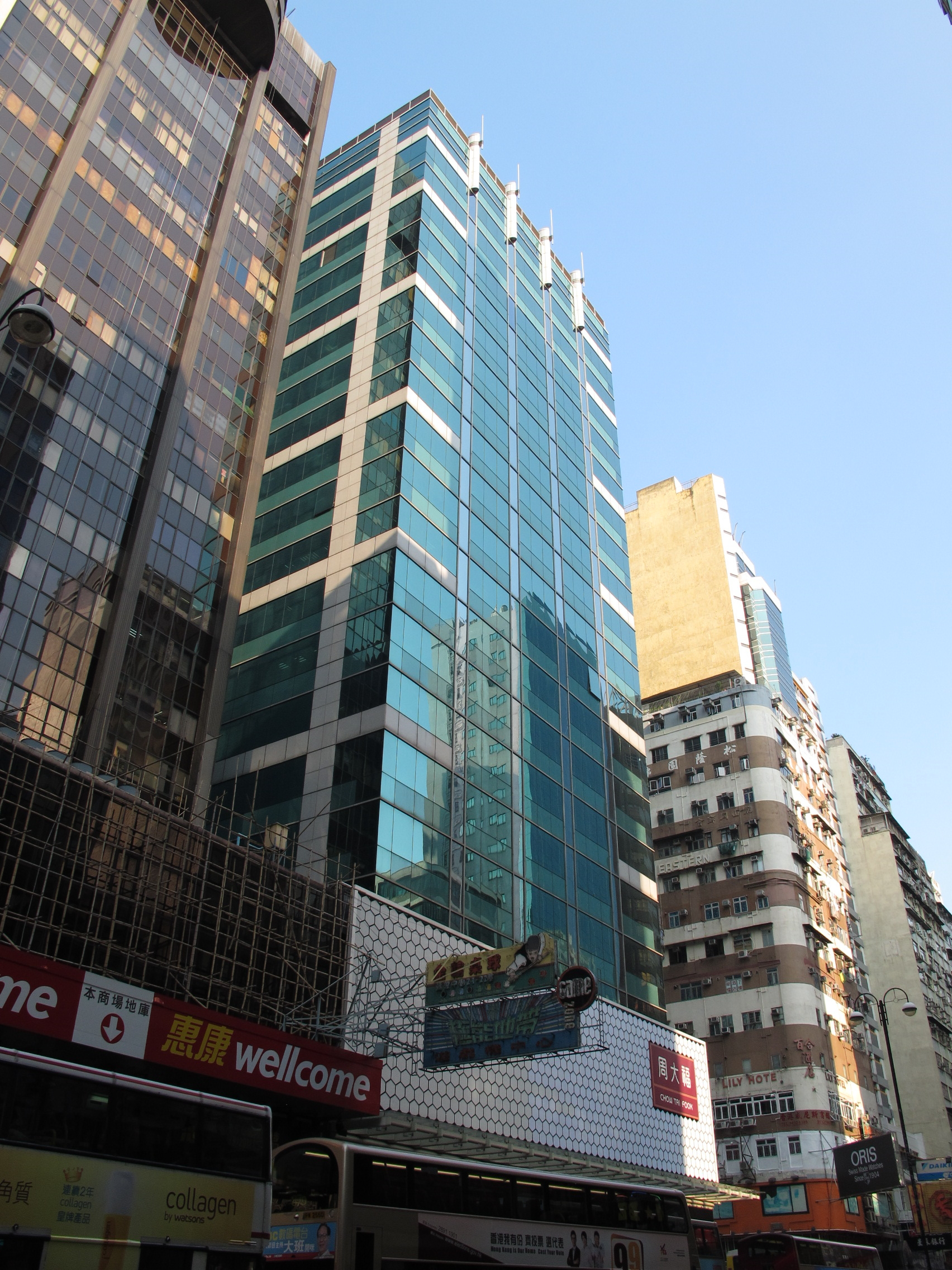
Chow Tai Fook Centre в Гонконге

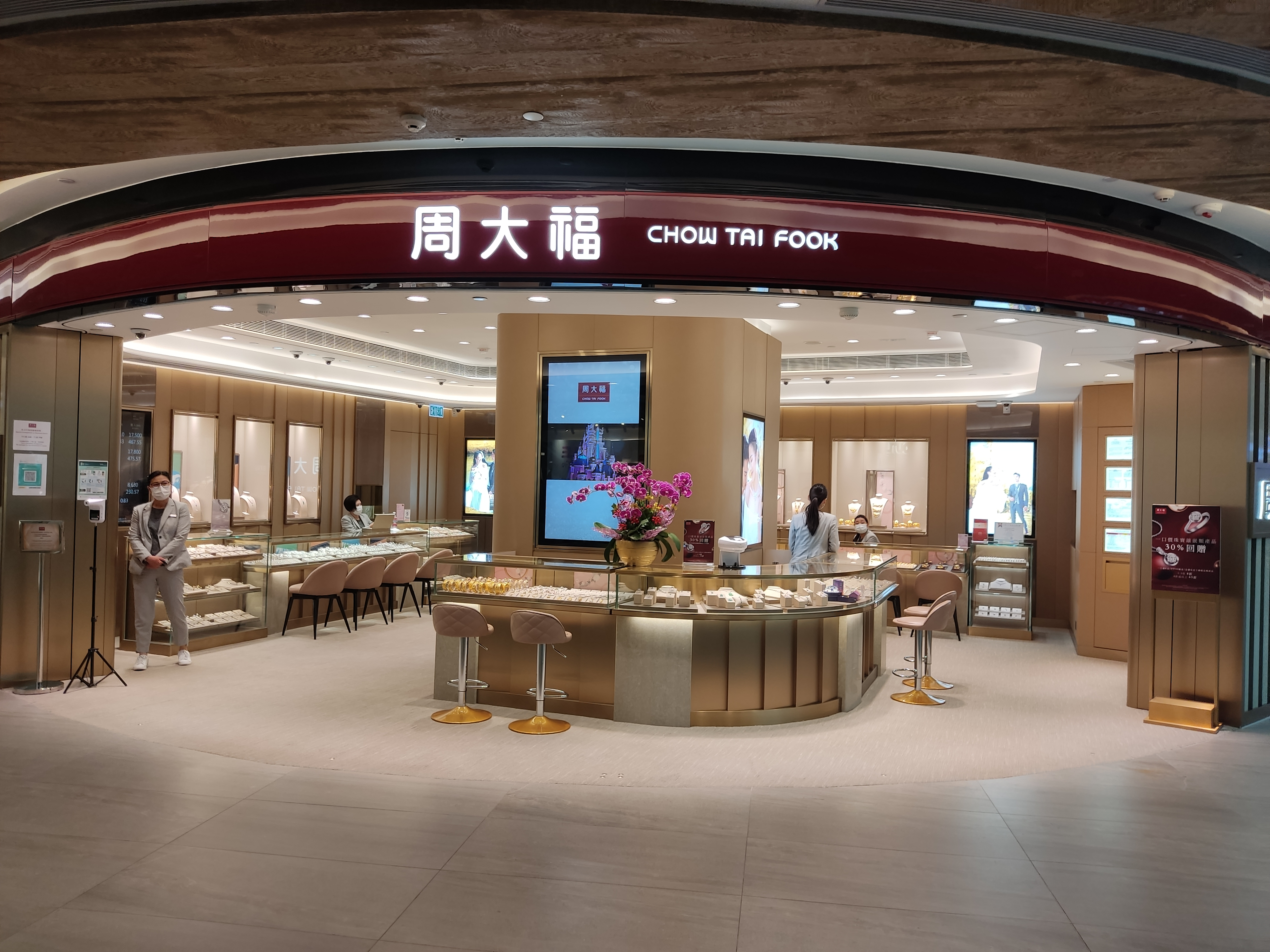
Магазин Chow Tai Fook в Гонконге

Холдинговые компании группы (Chow Tai Fook Capital, Chow Tai Fook Holding и принадлежащая им Chow Tai Fook Enterprises) находятся в частной собственности влиятельной гонконгской семьи Чэн. Часть активов группы котируется на Гонконгской фондовой бирже через ассоциированную компанию New World Development и дочернюю компанию Chow Tai Fook Jewellery Group.
Ранее Chow Tai Fook Group имела интересы в компаниях покойного игорного магната из Макао Стэнли Хо (среди крупнейших активов — SJM Holdings и Shun Tak Holdings), а также выступала соинвестором в проектах коммерческой недвижимости Дональда Трампа.
Chow Tai Fook Capital Limited — зарегистрированная на Британских Виргинских островах холдинговая компания, основные интересы которой сосредоточены в сфере коммерческой и жилой недвижимости, розничной торговли ювелирными изделиями и энергетики. Компания инвестирует в активы через свои дочерние структуры Chow Tai Fook Holding Limited и Chow Tai Fook Nominee.
Chow Tai Fook Capital и её дочерним структурам кроме семейных активов (New World Development, Chow Tai Fook Jewellery Group и Chow Tai Fook Enterprises) принадлежат пакеты акций в публичных компаниях Giordano International (сеть магазинов одежды), Integrated Waste Solutions Group (переработка бумаги и пластика), Mongolia Energy (добыча и переработка угля), New Times Energy (добыча и переработка цветных металлов, нефти и газа), Shengjing Bank (банковское дело) и Ping An Insurance (страхование).
Chow Tai Fook Jewellery Group Limited — одна из крупнейших в мире сетей магазинов, торгующих ювелирными украшениями, часами и дорогими аксессуарами. Также компания самостоятельно закупает сырьё (золото, платину, серебро, нефрит, алмазы и другие драгоценные камни) и производит изделия (управляет четырьмя фабриками по огранке алмазов и десятью ювелирными фабриками). По  итогам 2022 года продажи Chow Tai Fook Jewellery составляли 12,9 млрд долл., активы — 11,6 млрд долл.; по состоянию на март 2023 года компания имела 7655 точек продаж, в том числе 7510 — в материковом Китае (остальные магазины располагались в Гонконге, Южной Корее, Малайзии, Сингапуре и США); в ней работало 28,4 тыс. сотрудников. 
Chow Tai Fook Enterprises Limited — холдинговая компания, инвестирующая средства в недвижимость, гостиничный и игорный бизнес, энергетику и деревообработку; также ей принадлежат контрольные пакеты акций семейных компаний New World Development и NWS Holdings.  

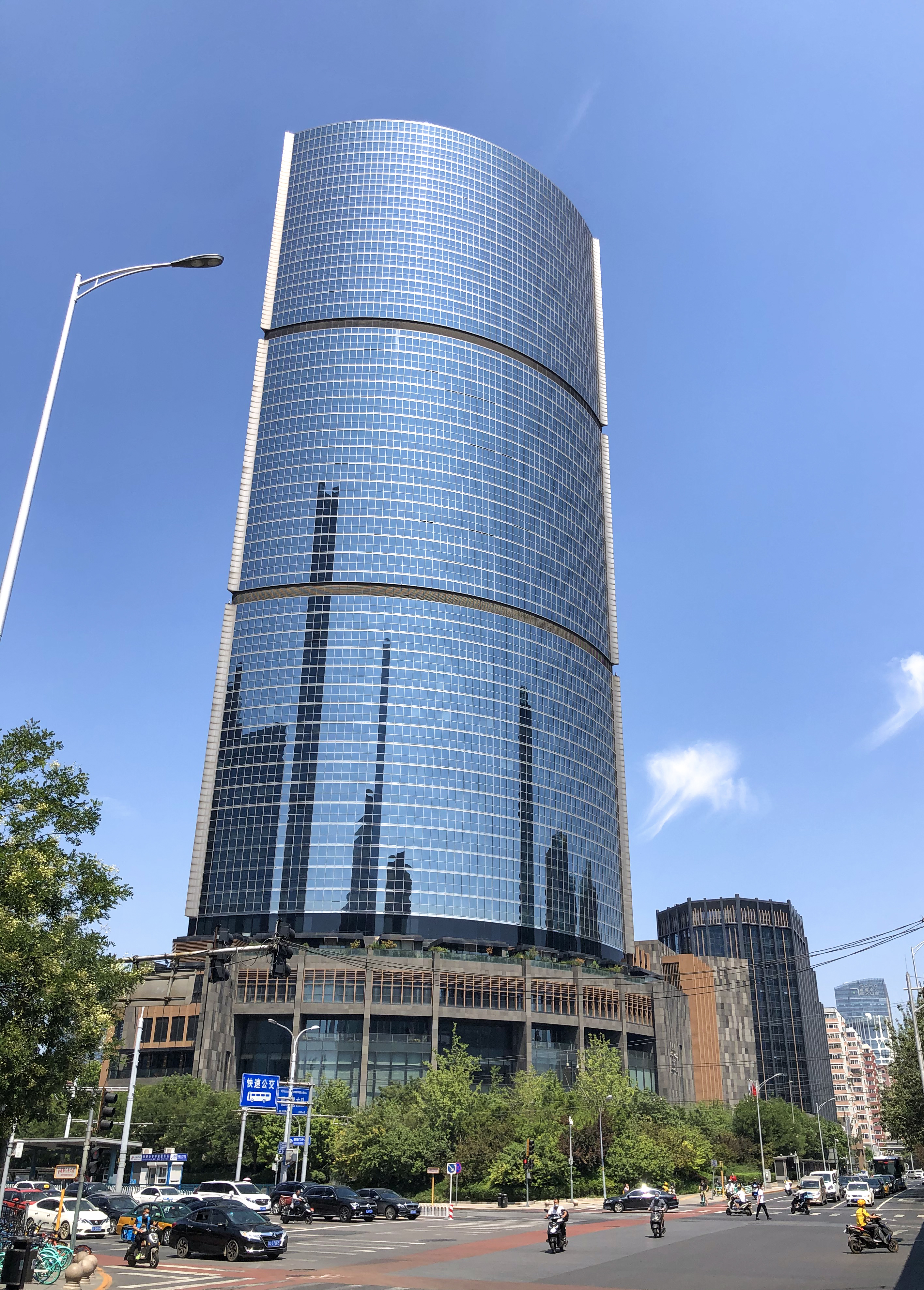
Отель Rosewood Beijing в Пекине

- Rosewood Hotel Group — гонконгская гостиничная компания, владеющая и управляющая сетями отелей Rosewood, New World, Carlyle & Co. и Asaya. По состоянию на 2023 год группа управляла 44 отелями в 20 странах и строила более 30 новых объектов[37][38][39].

- Baha Mar Resorts — курортный комплекс на острове Нью-Провиденс, в состав которого входят отели Grand Hyatt, SLS Baha Mar и Rosewood, частные резиденции, два казино, более 40 ресторанов и баров, около 30 люксовых магазинов, спа-центр и гольф-клуб[40][41].

- Alinta Energy — австралийская газовая и энергетическая компания; управляет десятью электростанциями в Австралии и Новой Зеландии, имеет долю в сети газопроводов. Поставляет электроэнергию и природный газ более 1 млн потребителей[42][43].

- ТЭС Лой-Янг (секция B) — крупная австралийская угольная теплоэлектростанция, расположенная в районе Латроб-Сити (штат Виктория); является совместным предприятием Chow Tai Fook Enterprises (70 %) и японской торговой группы Mitsui & Co. (30 %)[44].

- Star Entertainment Group — австралийская компания, развивающая казино, отели, курорты, жилые комплексы и выставочные центры; Chow Tai Fook Enterprises является совладельцем комплекса Queen’s Wharf и The Star Casino в Брисбене[45][46].

- Yunnan Jinggu Forestry — китайская лесозаготовительная и деревообрабатывающая компания, базирующаяся в уезде Цзингу[47].

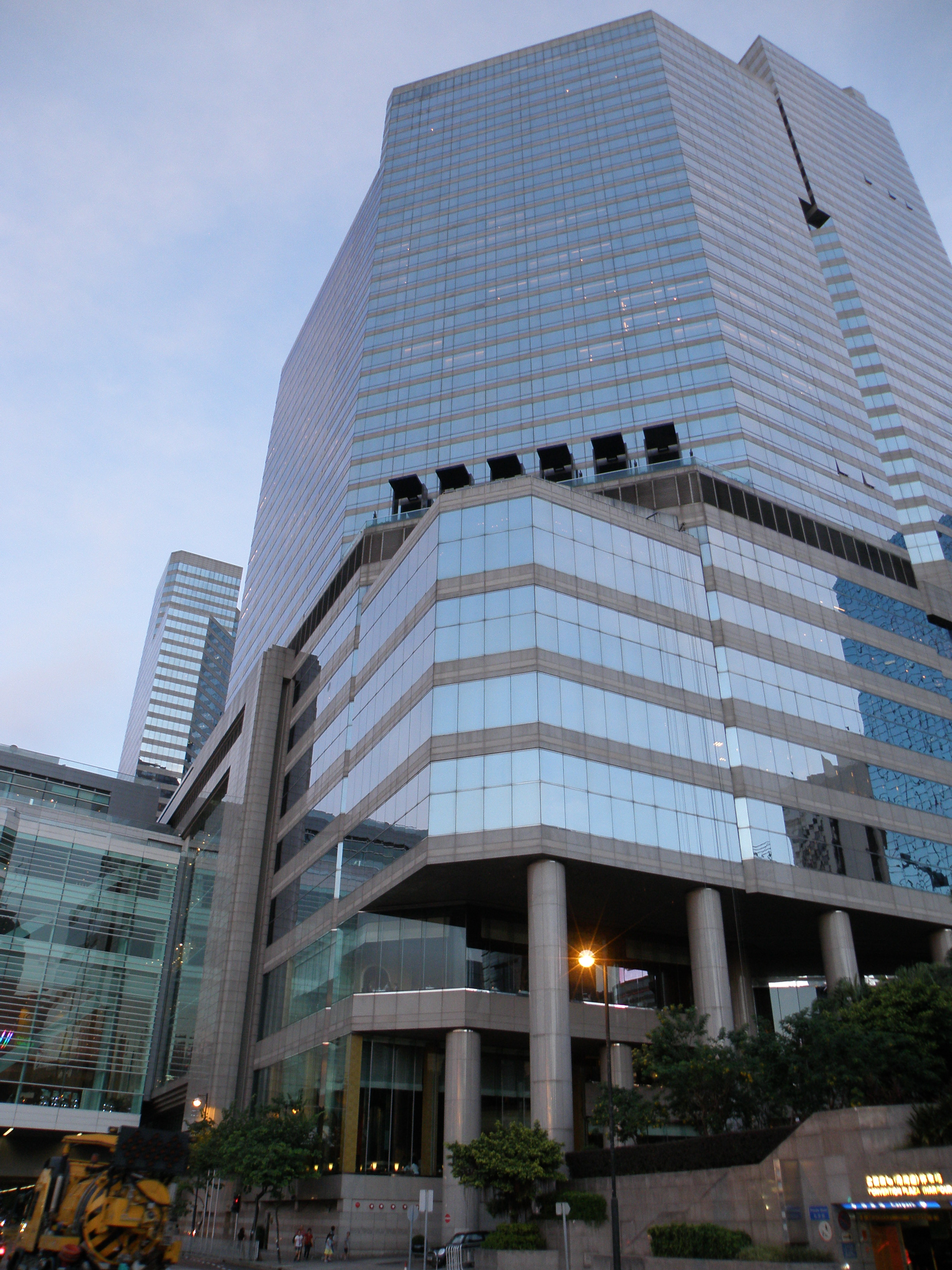
Отель Grand Hyatt в Гонконге

New World Development Company Limited — холдинговая компания, инвестирующая средства в коммерческую и жилую недвижимость, в том числе в офисные и торговые центры, универмаги, отели, логистические комплексы и инфраструктурные проекты (портовые сооружения, платные автодороги, электросети и водопроводы). Основные активы New World Development сосредоточены в Гонконге и материковом Китае. По состоянию на 2022 год в компании работало 28 тыс. сотрудников, продажи составляли 9,3 млрд долларов, активы — 79,7 млрд долларов. В 2023 году NWD заняла 1306-е место в рейтинге Forbes Global 2000.
- NWS Holdings — гонконгских конгломерат с интересами в сфере инфраструктуры (в том числе платных автодорог), строительства, страхования, недвижимости, логистики, торговли и медицинских услуг. Контролирует строительные компании Hip Hing Construction, Hip Hing Engineering и Vibro Construction, страховую компанию FTLife Insurance, логистические компании ATL Logistics Centre, China United International Rail Containers и Logistics Asset & Management, сеть магазинов беспошлинной торговли Free Duty, гонконгский медицинский центр Gleneagles Hospital и Гонконгский центр конференций и выставок, включая офисный центр Convention Plaza Office Tower, отели Renaissance Harbour View и Grand Hyatt Hong Kong. По состоянию на 2022 год в компании работало 14,7 тыс. сотрудников, продажи составляли 45,2 млрд гонк. долларов[52][53][54].

- New World Department Store China — сеть аутлетов, торговых центров и супермаркетов, работающая под брендами New World, Ba Li Chun Tian и Love Original Life (LOL) в крупнейших городах материкового Китая. По состоянию на 2022 год в компании работало 2,4 тыс. сотрудников, продажи составляли 1,93 млрд гонк. долларов, активы — 12,5 млрд гонк. долларов[55][56][57][58].

- New World China Land — гонконгский оператор недвижимости, инвестирующий в жилые, торговые, офисные и гостиничные комплексы; среди крупнейших активов компании — CTF Finance Centre и The Canton Place в Гуанчжоу, Qianhai Chow Tai Fook Finance Tower и Shenzhen Prince Bay в Шэньчжэне, CTF Finance Centre и Glorious Place в Тяньцзине, Guanggu New World, New World International Trade Tower и New World Centre в Ухане, New World Tower в Шанхае, New World Tower в Даляне, New World Centre в Фошане, New World Centre в Таншане, New World Centre в Шэньяне и New World Centre в Ланфане[59].

- K11 Group — сеть торговых центров в Гонконге (K11 Musea, K11 Art Mall, 11 Skies), Гуанчжоу (K11 Art Mall), Шанхае (K11 Art Mall), Шэньяне (K11 Art Mall), Тяньцзине (K11 Select) и Ухане (K11 Art Mall, K11 Select), а также офисных центров K11 Atelier и апартаментов K11 Artus[60].

- Kai Tak Sports Park Limited — строительство и эксплуатация многофункционального спортивного комплекса Кайтак в Гонконге[61][62].

- Youth Square — эксплуатация молодёжного культурно-образовательного комплекса в Гонконге.

## Акционеры и руководство
Chow Tai Fook Group принадлежит семье Чэн, которая входит в «большую четвёрку семей» богатейших земельных магнатов Гонконга (тремя другими семьями являются Ли из CK Asset Holdings, Куок из Sun Hung Kai Properties и Ли из Henderson Land).
Генри Чэн возглавляет компании Chow Tai Fook Capital и Chow Tai Fook Holding. Его сын Эдриан Чэн руководит компаниями New World Development и C Capital, а дочь Соня Чэн — компаниями Rosewood Hotel Group и Chow Tai Fook Jewellery Group. Младшие сыновья Брайан и Кристофер Чэн возглавляют NWS Holdings, а племянники Конрой Чэн и Патрик Цанг — Chow Tai Fook Enterprises.

## Критика

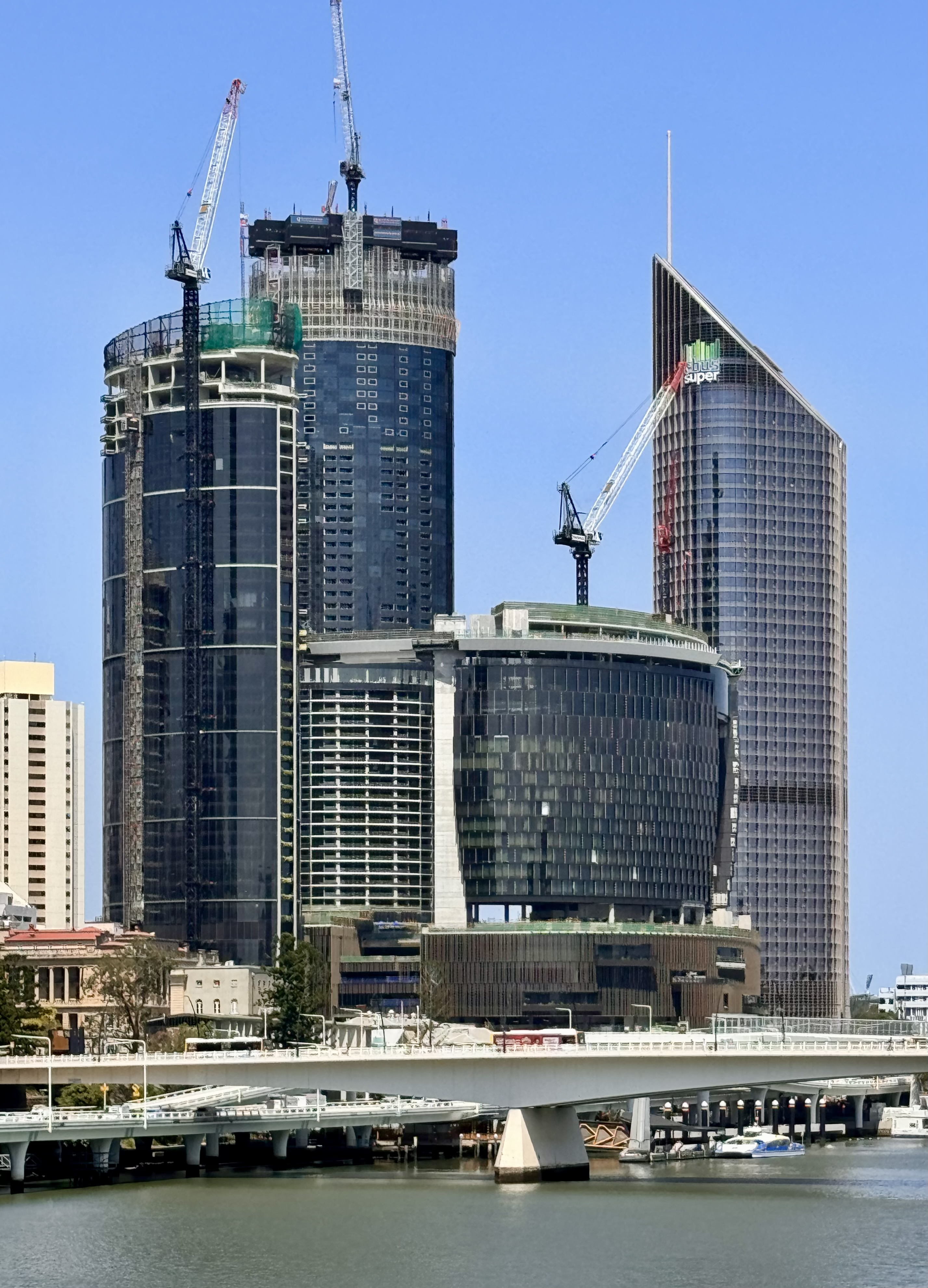
Комплекс Queen's Wharf в Брисбене

Согласно расследованиям журналистов, семья Чэн была тесно связана с триадами Гонконга и Макао, в том числе с могущественными 14К и Саньион. В начале 1980-х годов Чэн Ютун стал партнёром игорного магната Стэнли Хо. Совместно они открыли VIP-залы в Макао для богатых игроков из материкового Китая, используя членов организованной преступности для выбивания долгов. Одним из совладельцев игорных заведений Хо и Чэна был босс триады 14К Ван Куок-кой («Сломанный зуб»).
В 1987 году компании Чэн Ютуна и Стэнли Хо подали заявку на получение лицензии для открытия казино в австралийском Сиднее, однако она была отклонена из-за «плохой» репутации бизнесменов. Со временем Чэн Ютун приобрёл долю в игорной группе STDM Стэнли Хо и завёл связи с другим игорным магнатом из Макао Ип Хуном. В 1990-х годах Чэн и Хо владели долей в канадской нефтегазовой компании, в связи с чем попали в поле зрения полиции Канады. Правоохранительные органы Канады, США и Гонконга подозревали New World Development Чэна и STDM Хо в отмывании преступных доходов китайских триад. 
В 2014 году власти штата Новый Южный Уэльс запретили Стэнли Хо участвовать в капитале местных казино из-за его связей с организованной преступностью Макао и Гонконга (на тот момент семья Чэн имела корпоративные интересы в трёх компаниях Хо). В том же 2014 году семья Чэн установила контакты с криминальным боссом из Макао Элвином Чау, однако так и не купила его компанию Suncity Group. Позже Чау и Chow Tai Fook стали негласными партнёрами в казино на вьетнамском курорте Хойан, а также совместно инвестировали средства в активы австралийского оператора казино Star Entertainment Group, крупнейшим из которых был многофункциональный комплекс Queen’s Wharf в Брисбене. В совет директоров The Star Casino (Брисбен) вошли Конрой Чэн и партнёр Ван Куок-коя. В ноябре 2021 года Элвин Чау был арестован, но Чэны сохранили свою долю во вьетнамском казино.